# Capparis mitchellii
Capparis mitchellii är en kaprisväxtart som beskrevs av John Lindley. Capparis mitchellii ingår i släktet Capparis och familjen kaprisväxter. Inga underarter finns listade i Catalogue of Life.

## Bildgalleri

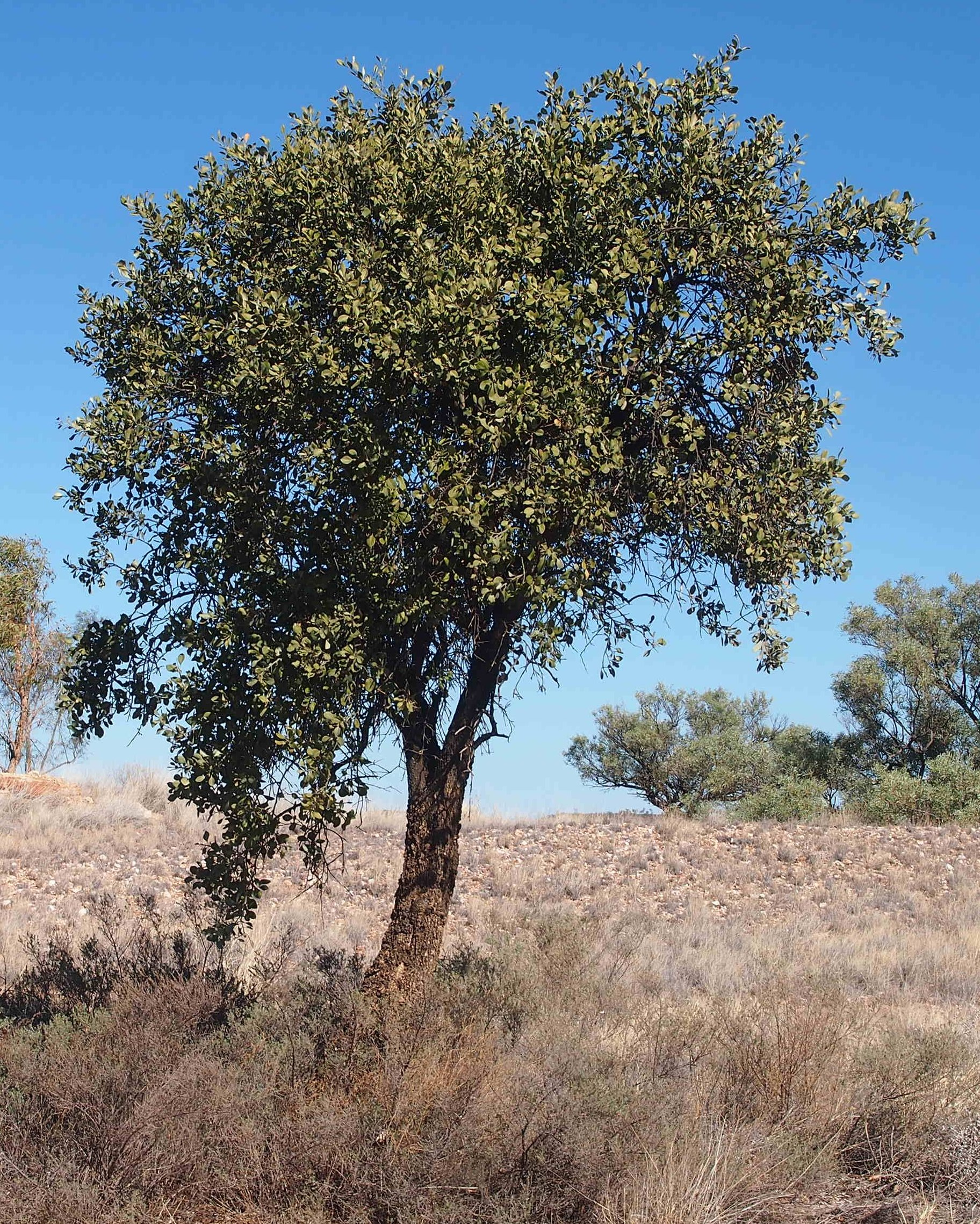